# Coelotes wugeshanensis
Coelotes wugeshanensis là một loài nhện trong họ Amaurobiidae.
Loài này thuộc chi Coelotes. Coelotes wugeshanensis được miêu tả năm 2000 bởi Zhang, Chang-Min Yin & Joo-Pil Kim.